# Куприн Александр Юрьевич
Куприн Александр Юрьевич — теннисист, КМС, профессиональный тренер по теннису, образование высшее.
С 2007 года Куприн Александр Юрьевич основал и руководил Таганрогской теннисной академией (ТТА) и единственным в России музеем тенниса. В академии Александр Куприн провел более 70 турниров РТТ разных категорий, а также международный турнир ITF серии Futures.
С 2008 года Куприн Александр Юрьевич работает с Асланом Карацевым в качестве главного тренера и менеджера. По результатам этой работы Аслан Карацев становится: чемпионом России, 46-м теннисистом в мировом юниорском рейтинге ITF, лауреатом национальной теннисной премии «Русский Кубок» в номинации «Лучший юниор» 2011 года, трехкратным призёром летней Универсиады в Южной Корее, серебряным призёром Олимпийских игр в Токио 2021 года.
За обеспечение успешной подготовки спортсменов, добившихся высоких спортивных достижений на XXXII Олимпийских играх и XVI летних Паралимпийских играх 2020 года, указом Президента РФ, Куприн Александр Юрьевич награждён медалью ордена «За заслуги перед Отечеством» 1 степени.
С 2016 года Куприн Александр Юрьевич ведет активную тренерскую работу в г. Москве.